# Glasnički RNK
Glasnički RNK (mRNK) jest molekula ribonukleinske kiseline koja kodira kemijski nacrt koji ribosomima nosi informaciju o nizu po kojem će povezati aminokiseline radi proizvodnje određenoga proteina. Glasnički se RNK prepisuje s predloška deoksiribonukleinske kiseline i nosi kodirajuću informaciju do mjesta sinteze proteina, to jest do ribosoma. Ondje je polimer nukleinske kiseline preveden u polimer aminokiseline (protein). Kao i u DNK u m(RNK) genska informacija kodirana je u sekvenci nukleotida koji su grupirani u kodone od kojih se svaki sastoji od tri baze. Svaki kodon kodira specifičnu aminokiselinu, osim STOP kodona koji završavaju sintezu proteina.
Ovaj proces zahtijeva dva druga tipa RNK: prijenosni RNK (tRNK) i ribosomski RNK (rRNK). Prijenosni RNK manja je vrst RNK. Posreduje u prepoznavanju kodona, a svaka molekula tRNK dostavlja jednu odgovarajuću aminokiselinu koja se vezuje u rastući lanac proteina. Ribosomski RNK središnji je dio sustava za proizvodnju proteina.

## Vanjske poveznice
- | Logotip Zajedničkog poslužitelja | Zajednički poslužitelj ima još gradiva o temi Glasnički RNK |
- DNA Interactive – Stranica Cold Spring Harbor Instituta i Howard Hughes Medical Institute (engl.)
- DNA from the Beginning des Dolan DNA Learning Center  Arhivirana inačica izvorne stranice od 30. lipnja 2007. (Wayback Machine)